# 帕尔米亚诺
帕尔米亚诺（義大利語：Palmiano），是意大利阿斯科利皮切诺省的一个市镇。总面积12.54平方公里，人口209人，人口密度16.7人/平方公里（2009年）。ISTAT代码为044056。